# Didier De Neck
Didier De Neck (31 dicembre 1950) è un attore francese.
Dopo gli studi di diritto e criminiologia, si iscrive al Conservatorio e poi al teatro dei giovani di Bruxelles.
Dopo aver studiato recitazione, approda al cinema nel 1991, lavorando in film soprattutto francesi, ma ha lavorato anche in film italiani, come Sono pazzo di Iris Blond del 1996 con Carlo Verdone e Claudia Gerini.

## Filmografia parziale
- Toto le héros - Un eroe di fine millennio (Toto le héros), regia di Jaco Van Dormael (1991)
- L'ottavo giorno (Le Huitième jour), regia di Jaco Van Dormael (1996)
- Sono pazzo di Iris Blond, regia di Carlo Verdone (1996)
- Dio esiste e vive a Bruxelles (Le Tout Nouveau Testament), regia di Jaco Van Dormael (2015)